# Финикс (Орегон)
Финикс (енгл. Phoenix) град је у америчкој савезној држави Орегон.

## Демографија
По попису из 2010. године број становника је 4.538, што је 478 (11,8%) становника више него 2000. године.
| Група             | 2000.         | 2010.         |
| Белци             | 3.513 (86,5%) | 3.521 (77,6%) |
| Афроамериканци    | 35 (0,9%)     | 39 (0,9%)     |
| Азијати           | 27 (0,7%)     | 58 (1,3%)     |
| Хиспаноамериканци | 361 (8,9%)    | 715 (15,8%)   |
| Укупно            | 4.060         | 4.538         |